# NHK 센다이 방송국
NHK 센다이 방송국(NHK 仙臺 放送局)은 미야기현을 방송구역으로 하는 NHK의 지역방송국이며 중파·FM라디오·텔레비전 방송을 담당하고 있다.
도호쿠 지방을 총괄하는 방송총국급 지역방송국이다.

## 연혁
- 1928년 6월 16일: NHK 센다이 중앙 방송국으로 개국.
- 1943년 센다이 방송 합창단 발족.
- 1944년 NHK 센다이 방송 관현악단이 발족.
- 1945년 9월 23일: 미군 방송국인 AFRS센다이(WLKE,1450kc/s 3kW)가 센다이 방송국의 시설을 이용해 방송 개시(AFRS 센다이는 미군 부대 캠프·센다이로 이전한 후, 1953년 10월 3일 폐국)
- 1956년 3월 21일: 텔레비전 방송 개시.
- 1959년 NHK 센다이 소년 소녀 합창대 발족.
- 1962년 센다이 방송 합창단 해체.
- 2005년 12월 1일: 지상파 디지털 텔레비전 방송 개시
- 2012년 3월 31일: 지상파 아날로그 텔레비전 방송 완전 정파.
- 2017년 6월 5일: 지상 7층, 지하 1층 규모의 NHK 센다이 신 방송회관 준공.

## 채널·주파수

### 텔레비전 방송
- 종합 텔레비전 센다이본국 17ch(JOHK-DTV)
- 교육 텔레비전 센다이본국 13ch(JOHB-DTV)

### 라디오 방송
- 라디오 제1방송 센다이본국 891kHz 20kW(콜사인 JOHK)
  - 게센누마·나루코 중계국:1161kHz
  - 시즈가와 중계국:981kHz

- 라디오 제2방송 센다이본국 1089kHz 10kw(콜사인 JOHB)
  - 게센누마 중계국:1539kHz

- FM방송 센다이본국 82.5MHz 5kW(콜사인 JOHK-FM)
  - 게센누마·나루코 중계국:84.6MHz
  - 나루코·시즈가와 중계국:85.2MHz
  - 시라이시 중계국:84.3MHz

## 미야기현에 있는 다른 텔레비전·라디오 방송국
- 도호쿠 방송(TBC)(TV는 도쿄 방송 계열, 라디오는 JRN&NRN계열)
- 센다이 방송(OX)(후지 TV 계열)
- 미야기 TV 방송(MMT)(니혼 TV 계열)
- 히가시닛폰 방송(KHB)(TV 아사히 계열)
- FM센다이(JFN 계열)